# Ортогональные траектории
Ортогональные траектории — линии, пересекающие заданное семейство кривых под прямым углом. Если {\displaystyle y_{1}'} — угловой коэффициент касательной к ортогональной траектории, а {\displaystyle y_{2}'} — угловой коэффициент касательной к кривой данного семейства, то {\displaystyle y_{1}'} и {\displaystyle y_{2}'} должны в каждой точке удовлетворять условию ортогональности:
{\displaystyle y_{1}'=-{1 \over y_{2}'}}
Пусть у нас есть семейство кривых {\displaystyle g(x,y)=C}, где {\displaystyle C} — константа. Тогда ортогональные траектории могут быть найдены путём решения системы дифференциальных уравнений:
{\displaystyle \nabla f(x,y)\cdot \nabla g(x,y)=0}
Используя определение градиента, можно записать:
{\displaystyle \nabla f(x,y)=\left({\frac {\partial f}{\partial x}},{\frac {\partial f}{\partial y}}\right)}
Таким образом:
{\displaystyle \nabla f(x,y)\cdot \nabla g(x,y)=\left({\frac {\partial f}{\partial x}},{\frac {\partial f}{\partial y}}\right)\cdot \left({\frac {\partial g}{\partial x}},{\frac {\partial g}{\partial y}}\right)={\frac {\partial f}{\partial x}}\cdot {\frac {\partial g}{\partial x}}+{\frac {\partial f}{\partial y}}\cdot {\frac {\partial g}{\partial y}}=0}

## Примеры
Пусть у нас есть семейство прямых линий, проходящих через начало координат, заданных уравнением {\displaystyle y=kx}. Дифференцируя данное уравнение по переменной {\displaystyle x}, получаем:
{\displaystyle y'=k=\mathrm {const} }
Исключим параметр {\displaystyle k} из системы:
{\displaystyle {\begin{cases}y=kx\\y'=k\end{cases}}\Rightarrow y'={\frac {y}{x}}}
Заменим {\displaystyle y'} на {\displaystyle \left(-{\frac {1}{y'}}\right)}:
{\displaystyle -{\frac {1}{y'}}={\frac {y}{x}}\Rightarrow y'=-{\frac {x}{y}}\Rightarrow {\frac {dy}{dx}}=-{\frac {x}{y}}}
Мы получили типичное дифференциальное уравнение с разделяющимися переменными. Интегрируя, получаем:
{\displaystyle ydy=-xdx\Rightarrow \int {ydy}=-\int {xdx}\Rightarrow {\frac {x^{2}}{2}}+{\frac {y^{2}}{2}}=C}
Данное уравнение есть не что иное, как уравнение окружности радиуса {\displaystyle {\sqrt {2C}}}. Действительно:
{\displaystyle R^{2}=2C\Rightarrow x^{2}+y^{2}=R^{2}}